# Su-30MKM (航空機)
 Su-30MKM / Су-30МКМ
マレーシア空軍のSu-30MKM戦闘機
- 用途：戦闘機
- 分類：多用途戦闘機
- 設計者： スホーイ設計局
- 製造者： イルクート
- 運用者： マレーシア（マレーシア空軍）
- 初飛行：2006年5月23日[1]
- 生産数：18機[2]
- 運用開始：2007年
- 運用状況：現役
- 原型機： Su-30MKI
- サブタイプ：

  -  Su-30MKA（英語版）
  -  Su-30SM

Su-30MKM（ロシア語: Су-30МКМ）は、ロシアのスホーイが開発したSu-30MKIをマレーシア空軍仕様としたマルチロール戦闘機。Su-30MKIとはアビオニクスが異なる。NATOコードネームはフランカーH（Flanker H）と呼称される。

## 導入経緯
マレーシアは2003年8月、ロシアのイルクートと18機のSu-30MKMを総額9億USドルで導入する契約を締結し、オフセット契約としてロシアはアンカサワン宇宙飛行計画として、マレーシア人宇宙飛行士の訓練と国際宇宙ステーション（ISS:International Space Station）への打ち上げ費用を負担、2007年10月にマレーシア人初の宇宙飛行士シェイク・ムザファ・シュコアがソユーズTMA-11で第16次長期滞在クルーとしてISSへ出発した。
Su-30MKMはロシアのイルクーツク航空機工場で製造され、最初の2機が2007年5月にマレーシア空軍へ引き渡し、6月にマレーシアのゴン・ケダック空軍基地までAn-124-100輸送機で空輸された。12月までに6機が引き渡され、最終18号機は2009年8月の引き渡しとなった。
2018年にエンジンとスペアパーツの供給不足のため、マレーシア空軍が運用する18機のうち、14機が飛行停止となった。この問題解決のため、マレーシア政府は22億リンギットの予算を承認し、エアロスペース・テクノロジー・システムズによる近代化改修が行われ、改修初号機は2019年に引き渡された。

## 機体
Su-30MKMはインド空軍向けのSu-30MKIをベースとしており、アビオニクスにフランスのタレス製ヘッドアップディスプレイ（HUD:Head-Up Display）、航法前方監視赤外線（NAVFLIR:Navigation Forward Looking Infra-red）、ダモクル照準ポッド、南アフリカのサーブ・アビトロニクス製ミサイル警報装置（MAWS:Missile Approach Warning System）、レーザー警報装置（LWS: Laser Warning System）を搭載している。機首のパルス・ドップラー・レーダーおよび電子戦システムなどはロシア製となっている。
エンジンは、リューリカ設計局製AL-31FPターボファンエンジン2基搭載し、推力偏向ノズルを装備しているほか、Su-30MKI同様、コックピット後方LERX部分にカナード翼を装備している。

## 運用

### 部隊配備
- 第1師団
  - 第12飛行隊（ゴン・ケダック空軍基地（英語版））[15]

## 仕様
出典: Irkut Corporation,Sukhoi
諸元
- 乗員: 2名
- 全長: 21.93 m
- 全高: 6.36 m
- 翼幅: 14.7 m
- 翼面積: 62 m2(C)
- 空虚重量: 18,400 kg[18]
- 運用時重量: 26,090 kg[16]
- 最大離陸重量: 38,800 kg
- 動力: リューリカ設計局製AL-31FP
  - ドライ推力: × 2
  - アフターバーナー使用時推力: 123 kN （28,000 lb） × 2
- 最大兵装搭載量：8,130 kg

性能
- 最大速度: M2.0（高々度）  M1.09（低高度）
- フェリー飛行時航続距離: 8,000 km（空中給油2回）
- 航続距離: 3,000 km（高々度）  1,270 km（低高度）
- 実用上昇限度: 17,300 m
- 上昇率: 300 m/s
- 翼面荷重: 401 kg/m2
- 最大耐G値： 9 G

### 武装
- 固定武装

- GSh-30-1 30mm機関砲×1

12か所のハードポイントにパイロンを介してそれぞれ対応した兵装を搭載可能。
- ミサイル

- 短射程空対空ミサイル

- R-73

- 中射程空対空ミサイル

- R-77
- R-27ER/ET
- R-27R/T

- 空対地ミサイル

- Kh-29T/L
- Kh-59ME

- 空対艦ミサイル

- Kh-31A
- Kh-59MK

- 対レーダーミサイル

- Kh-31P

- 爆弾

- OFAB-250-270
- OFAB-100-120
- FAB-500T
- KAB-500L
- KAB-1500L
- GBU-12

- ロケット弾

- S-8
- S-13

- その他兵装

- ダモクル照準ポッド
- SAP-518電子戦ポッド